# Waldo County
Waldo County är ett administrativt område i delstaten Maine, USA. Waldo är ett av sexton countyn i staten och ligger i den södra delen av staten. År 2010 hade Waldo County 38 786 invånare. Den administrativa huvudorten (county seat) är Belfast. 

## Geografi
Enligt United States Census Bureau har countyt en total area på 2 209 km². 1 890 km² av den arean är land och 319 km² är vatten.

### Angränsande countyn
- Penobscot County - nordöst
- Hancock County - öst
- Knox County - syd
- Lincoln County - sydväst
- Kennebec County - väst
- Somerset County - nordväst

### Orter
- Belfast (huvudort)
- Belmont
- Brooks
- Burnham
- Frankfort
- Freedom
- Islesboro
- Jackson
- Knox
- Liberty
- Lincolnville
- Monroe
- Montville
- Morrill
- Northport
- Palermo
- Prospect
- Searsmont
- Searsport
- Stockton Springs
- Swanville
- Thorndike
- Troy
- Unity
- Waldo
- Winterport